# Майківська сільська рада (Росія)
Ма́йківська сільська рада (рос. Майковский сельский совет) — сільське поселення у складі Щучанського району Курганської області Росії.
Адміністративний центр — село Майка.
Населення сільського поселення становить 582 особи (2017; 670 у 2010, 753 у 2002).

## Склад
До складу сільського поселення входять:
| Населений пункт    | Населення, осіб (2002) | Населення, осіб (2010) |
| ------------------ | ---------------------- | ---------------------- |
| Майка, село        | 695                    | 648                    |
| Притчино, присілок | 58                     | 22                     |